# Frederica (Delaware)
Frederica es un pueblo ubicado en el condado de Kent en el estado estadounidense de Delaware. En el año 2000 tenía una población de 648 habitantes y una densidad poblacional de 297 personas por km².

## Geografía
Frederica se encuentra ubicado en las coordenadas 39°0′31″N 75°27′58″O / 39.00861, -75.46611.

## Demografía
Según la Oficina del Censo en 2000 los ingresos medios por hogar en la localidad eran de $30,781, y los ingresos medios por familia eran $41,389. Los hombres tenían unos ingresos medios de $24,688 frente a los $22,222 para las mujeres. La renta per cápita para la localidad era de $14,118. Alrededor del 16.4% de la población estaban por debajo del umbral de pobreza.

## Localidades adyacentes
Diagrama de las localidades a un radio de 16 km a la redonda de Frederica.